# 伊万·洛尔
伊万·伊万诺维奇·洛尔（羅馬化：Ivan Ivanovich Loor；1955年12月11日—）是一位俄罗斯政治人物，统一俄罗斯党党员。他是斯拉夫哥罗德选区国家杜马议员。
伊万·洛尔于1955年12月11日出生于阿尔泰边疆区的一个德裔家庭。他曾在普洛特尼科夫斯基国营农场担任农艺师，并于1985年成为该农场的董事长。
1996年，洛尔当选为阿尔泰边疆区立法议会议员。从1997年起，他担任州长亚历山大·苏里科夫的顾问。2008年至2016年，洛尔担任阿尔泰边疆区立法会议主席。自2016年以来，他担任国家杜马议员。